# Бийский речной порт
Бийский речной порт — предприятие речного транспорта, расположенное в г. Бийск, на реке Бия. Создан в 1950, по состоянию на ноябрь 2011 года действует в форме общества с ограниченной ответственностью. Более 100 работающих. Генеральный директор Виктор Александрович Франк.

## Расположение
Бийский речной порт расположен на правом берегу реки Бия в 20 км выше устья на улице Песчаный карьер. К речному порту подходит автомобильная дорога и железная дорога. Выше по течению реки регулярное судоходство с 1991 года не осуществляется.
До 1991 года у речного порта существовала пассажирская пристань, расположенная по адресу пер. МОПРовский, 1. В 1992 году, в связи с прекращением пассажирского движения на реке Бия, пристань была расформирована.

## Деятельность
- перевозки грузов речным транспортом;
- погрузка и разгрузка судов;
- обслуживание и ремонт судов;
- добыча нерудных полезных ископаемых (песок, гравий) из водоемов;
- обеспечение работы наплавного моста через реку Бия;
- прогулки по реке на теплоходе (с 2013 года не ведутся из-за отсутствия кадров).

В связи с аномальной засухой и мелководьем на реках Обского бассейна в 2011 и 2012 годах работа порта была сильно затруднена.

## Состав флота (на 2016 год)
- 3 буксира РТ проекта Р-14А (РТ-454, РТ-456, «Михаил Евдокимов»);
- 1 самоходная очистительная станция проекта 354К (ОС-5);
- 1 буксир проекта 786 (БВ-110);
- 2 плавучих крана КПЛ-5;
- Сухогрузные баржи грузоподъемность 400—1000 т;
- 1 пассажирский теплоход «Быстрый» (тип «Москвич», проект 544, год изготовления 1952). Затонул в 2012 году, поднят и восстановлен. В 2013—2014 годах не работал.

## Галерея
- Суда у технического причала
- Маневровый буксир БМ-14
- Многочерпаковый земснаряд
- Речной трамвай "Иван"

## Иные сведения
- На территории Бийского речного порта находятся также Бийский участок ГИМС, и Бийский прорабский участок Обского бассейнового управления водных путей Росморречфлота.
- Акватория затона речного порта — излюбленное место бийских любителей зимнего лова рыбы.